# CP 2240 sorozat

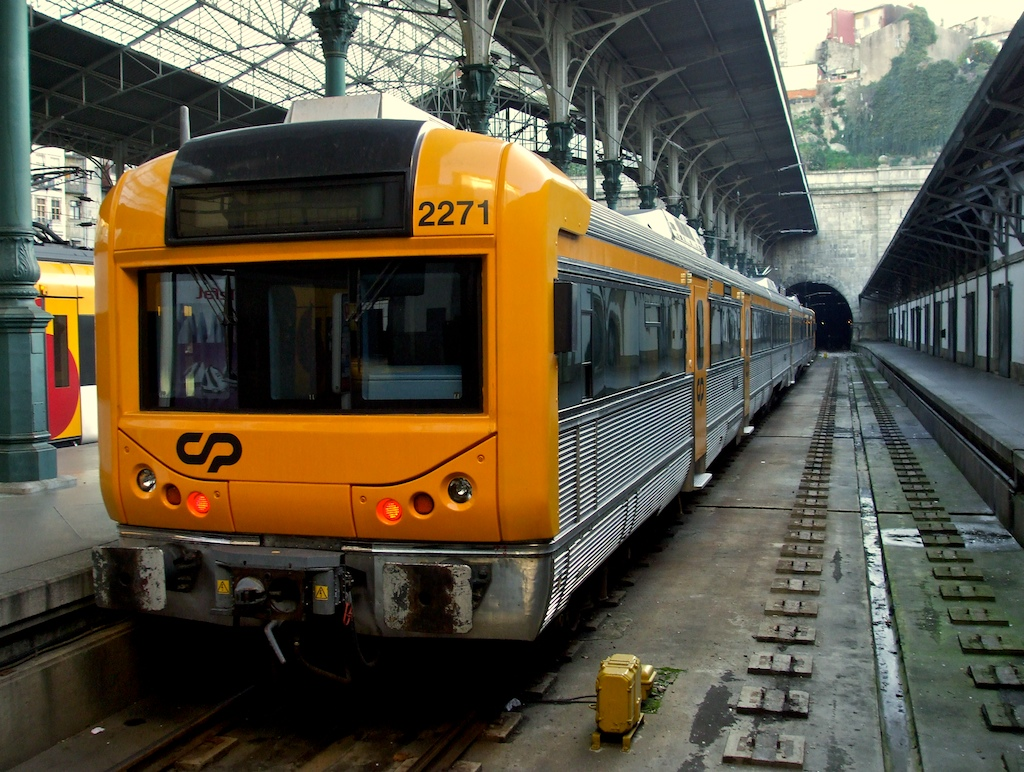
Egy motorvonat Porto Sao Bento vasútállomásán

A CP 2240 sorozat egy széles nyomtávolságú, 2'2'+Bo'Bo'+2'2' tengelyelrendezésű, 25 kV 50 Hz AC áramrendszerű villamosmotorvonat-sorozat. 1970 és 1984 között gyártotta a Sorefame. A sorozat felújítását az EMEF végezte 2003 és 2005 között.